# 高力重正
高力 重正（こうりき しげまさ、生年不詳 - 永禄3年5月18日（1560年6月11日））は、戦国時代の武士。通称新九郎 。

## 略歴
高力重長の子。高力清長の叔父で重正の兄・高力安長が死去すると、重正が甥の清長を養育した。
永禄3年（1560年）5月18日桶狭間の戦いで大高城において討死した。子に高力新九郎がいる。